# Enrique Valerio
Joaquín Enrique Valerio Olivera (Badalona, Barcelona, España, 12 de enero de 1973) es un exfutbolista español.

## Trayectoria
- Real Madrid, categorías inferiores.
- 1995-96 Hércules CF
- 1996-97 Albacete Balompié
- 1997-01 Real Betis Balompié
- 2001-02 Elche CF
- 2002-03 CD Tenerife
- 2003-07 UD Almería
- 2007-08 Elche CF
- 2008-11 Club Polideportivo Ejido

- Datos: Q4886758